# カルロス・バレット
カルロス・アウグスト・バレット・エルナンデス（Carlos Augusto Barreto Hernandez、1976年7月25日 - 1999年10月12日）は、ベネズエラの元男性プロボクサー。元WBA世界スーパーバンタム級暫定王者。リング禍により死亡。

## 来歴
1996年9月21日、プロデビュー。
1997年9月27日、WBAフェデラテンスーパーバンタム級王座獲得。
1998年10月3日、WBA世界スーパーバンタム級暫定王座決定戦に出場。元WBC世界スーパーバンタム級王者エクトール・アセロ・サンチェスを判定に下し王座獲得。
1999年5月8日、正規王者ネストール・ガルサとの王座統一戦に臨むも、8ラウンドTKO負け。
1999年10月9日、ホセ・ルイス・バルブエナ戦で10ラウンドTKO負け。試合後に担架で運ばれ、同月12日死亡。

## 獲得タイトル
- WBAフェデラテン・スーパーバンタム級王座
- WBA世界スーパーバンタム級暫定王座